# فيكتور إسرائيل
فيكتور إسرائيل (بالإسبانية:Víctor Israel)، من مواليد 13 يونيو 1929 بمدينة برشلونة في إسبانيا هو ممثل إسباني مشهور، بدأ سيرته الفنية منذ سنة 1961، حيث شارك 140 فيلما.

## الأفلام الشهيرة
- [[Savage Guns [[1961 .
- [[Yankee [[1966 .
- [[Long Live the Bride and Groom ([[1970 .
- [[The Light at the Edge of the World ([[1971 .
- [[Bons baisers de Hong Kong ([[1975 .
- [[Hell of the Living Dead [[1980 .

## وصلات خارجية
- فيكتور إسرائيل على موقع IMDb (الإنجليزية)
- فيكتور إسرائيل على موقع ألو سيني (الفرنسية)
- فيكتور إسرائيل على موقع أول موفي (الإنجليزية)
- فيكتور إسرائيل على موقع قاعدة بيانات الأفلام السويدية (السويدية)
- فيكتور إسرائيل على موقع قاعدة بيانات الفيلم (الإنجليزية)
- فيكتور إسرائيل على موقع كينوبويسك (الروسية)